# Myrolubowe
Myrolubowe (ukr. Миролюбове) – osiedle na Ukrainie, w obwodzie mikołajowskim, w rejonie mikołajowskim. W 2001 liczyło 1422 mieszkańców.
Do 2024 roku miejscowość nosiła nazwę Hrejhowe (ukr. Грейгове).